# 黒潮 (雑誌)
『黒潮』（くろしお、こくちょう）は、日本の総合雑誌。

## 概要
1916年（大正5年）11月から1918年（大正7年）5月にかけて、全19冊が発行された。編集発行人ははじめ県新、のち鎌田実。太陽通信社発行。創刊号の裏表紙にはKuroshio、第二号よりKokuchoと刷りこまれている。『発刊之辞』のなかに
「『黒潮』は世界の文明を日本に運ぶ水路にして、日本の正義を大陸に送る潮流也。『黒潮』は高明なる心と、公正なる筆を以て政治問題の機微を捉え、経済事態の趨向を語り、文学に、美術に、科学に、宗教に、豊富なる知識を輸し、清新なる趣味を伝へ、国家と同胞の発展と向上に資せんと欲す」
という言葉がみえる。大正期デモクラシーの風潮と東洋にたいする日本の利権を確立しようとする帝国主義の風潮を同時に孕みつつ展開、「皇室中心社会主義」「民本的帝国主義」「南洋発展の好機」といったような論文も目立つ。
北沢新次郎、蜷川新、北昤吉、永井柳太郎、沢柳政太郎、谷本富、浜口雄幸、横山健堂、松井柏軒、松崎天民ら学者、政治家、ジャーナリストが活躍した。また神近市子、平塚雷鳥、与謝野晶子らは婦人参政権、職業問題、女子教育にふれた論を寄稿した。文芸の方面では時局の匂いはきわめて少なく、明治以来の自然主義作家、大正期の白樺派、耽美派、新現実派、新早稲田派、女流作家などがほとんど動員されている。第一等の作は、90ページ近い分量を一挙に発表した志賀直哉の『和解』（1917年10月）である。